# Гусейнов, Абдулахмед Ахад оглы
Абдулахмед Ахад оглы Гусейнов (азерб. Əbdüləhməd Əhəd oğlu Hüseynov; 1923, Сальянский уезд — ?) — советский азербайджанский рыбак, Герой Социалистического Труда (1963).

## Биография
Родился в 1923 году в семье рыбака в селе Татармагля Сальянского уезда Азербайджанской ССР (ныне Нефтечалинский район).
Окончил школу усовершенствования командного плавсостава и специалистов рыбной промышленности (1953).
С 1936 года рыбак на Куринских рыбных промыслах, с 1952 года капитан рыбопромысловых судов Банкского рыбного комбината Нефтечалинского района, с 1959 года капитан рыболовного сейнера «Акстафа» Базы морского промыслового и транспортного флота, город Баку. Экипаж сейнера под руководством Гусейнова добивался высоких производственных результатов и долгое время считался передовым в Базе морпромтрансфлота. В 1960 году производственный план по вылову рыбы экипаж сейнера выполнил план на 113,6 процентов, а в 1961 году несмотря на применение укрупненных норм, план выполнен на 103,3 процента, а в 1962 году на 103,6. Сам же Абдулахмед Гусейнов охарактеризовал себя, как умелый специалист, хорошо владел судовождением и технологией вылова кильки с помощью электросвета. Сейнер «Акстафа» ежегодно добывал рыбы в 1,5 раза больше, чем однотипные суда Азербайджанского управления рыбной промышленности. В 1963 году экипаж сейнера выполнил годовой план к началу декабря, сверх плана дали 850 центнера рыбы, повысили ее сортность, а также продлили срок службы приборов ловли, сэкономили не менее 5 процентов топлива.
С 1966 года капитан рыболовного судна в системе Государственного комитета охраны природы Азербайджанской ССР, с 1983 года пенсионер союзного значения.
Указом Президиума Верховного Совета СССР от 13 апреля 1963 года за выдающиеся успехи в достижении высоких показателей добычи рыбы и производства рыбной продукции Гусейнову Абдулахмеду Ахад оглы присвоено звание Героя Социалистического Труда с вручением ордена Ленина и золотой медали «Серп и Молот».
Активно участвовал в общественной жизни Азербайджана. Член КПСС с 1965 года.